# Tereza Srbová

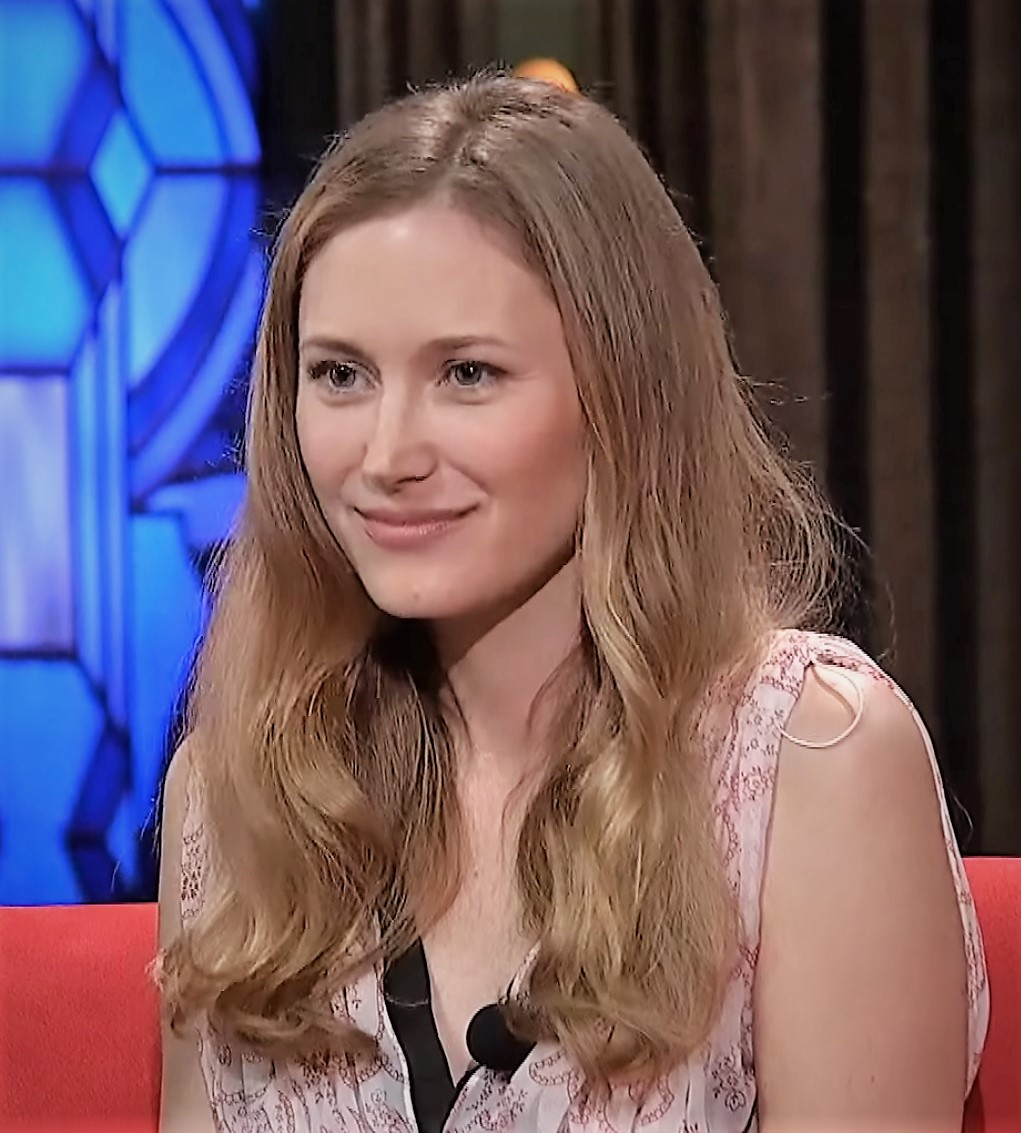
Tereza Srbova

Tereza Srbová, häufiger Tereza Srbova (* 23. Juni 1983 in Prag), ist eine tschechische Filmschauspielerin und Model.

## Leben
Tereza Srbova war ab 2001 als Model aktiv, war in Werbespots und Anzeigen zu sehen. Über ihren Agenten wurde sie zu einem Filmcasting gebracht und ab 2007 konnte sie einige Nebenrollen in Spielfilmen verbuchen. 2008 spielte sie Rapunzel in Tintenherz. Ab 2013 war sie in der Serie Strike Back als Nina Pirogova zu sehen.

## Filmografie (Auswahl)
- 2007: Tödliche Versprechen – Eastern Promises (Eastern Promises)
- 2007: Eichmann
- 2007: Die Girls von St. Trinian (St Trinian's)
- 2008: Tintenherz (Inkheart)
- 2009: Goal 3 – Das Finale (Goal! III)
- 2010: Siren
- 2011: 360
- 2013–2015: Strike Back (Fernsehserie, 6 Folgen)
- 2018: Geheimnis eines Lebens (Red Joan)